# Артур Едвін Гілл
Артур Едвін Гілл (англ. Arthur Edwin Hill, 9 січня 1888 — 18 жовтня 1959) — британський плавець і ватерполіст.
Олімпійський чемпіон 1912 року.